# Disputatio de rhetorica
Disputatio de rhetorica et de virtutibus sapientissimi regis Caroli et Albini magistri, più brevemente nota come De rhetorica, è un'opera pedagogica composta da Alcuino tra il 793 e il 796, in forma di dialogo tra egli stesso e Carlo Magno, in cui tratta delle cinque parti tradizionali della retorica e espone anche le quattro virtù, con le loro divisioni (in stretto richiamo anche al trattato più tardo De virtutibus et vitiis), sulla base dell'idea che la vitae honestas sia legata alla retorica; è preceduto da una prefazione (propositio in 4 distici).

## Fini dell'opera
Nell'introduzione dell'opera Carlo Magno, che in questo contesto fittizio incarna la figura dell'allievo, rammaricandosi delle sue scarse conoscenze nell'ambito della retorica, molto utile anche a fini politici, avvia il dialogo per apprenderla, proponendo le sue interrogationes (domande).
Rientrando sempre nel complesso di discipline legate alla comprensione del divino, Alcuino come maestro deve riconoscere la limitatezza del suo ruolo: la comprensione delle norme non può essere merito solo di un insegnamento esterno, ma deve essere presente nell'allievo una predisposizione interiore che permetta di accogliere lo stimolo ricevuto.
Oltre allo scopo prettamente didattico, di cui è testimonianza anche la numerosa presenza di estratti del testo in composizioni scolastiche, l'opera viene anche vista come trattato sulla regalità e identificabile quindi come speculum principis (guida morale su come il sovrano dovrebbe comportarsi).

## Fonti
Le fonti principali sono Cicerone (De inventione), Giulio Vittore (Ars rhetorica), Cassiodoro, Aulo Gellio, Boezio, Venanzio Fortunato e Isidoro di Siviglia.
Il richiamo al De inventione si configura nell'esaltazione al valore civile e politico della retorica, individuando nelle artes come mezzo di cui è dotato l'uomo per allontanarsi dallo stato della vita animale per realizzare sé nella sua specifica individualità e nella piena convivenza con i suoi simili. Nell'opera di Alcuino però è presente in più una rinnovata spiegazione teologica, individuando in ciò che in Cicerone era presentato come l'arrivo di una guida illuminata che permette il superamento dello stadio della primitiva età della convivenza ferina il segno evidente del compiersi di un progetto divino.

## Importanza della retorica
A differenza della pura formalità della litteralis scientia la retorica ha un potere tanto grande da dover essere legato alla dottrina ortodossa, non potendosi limitare ad interessi privati e singole capacità intellettuali e linguistiche perché correrebbe il rischio di apparire perversa (assumendo la capacità di trasformare anche il falso in verosimile). Per questo sono qua presenti exempla tratti direttamente dalle Scritture (fin dall'inizio dell'opera Alcuino indica a Carlo esempi tratti dall'Antico Testamento) per illustrare le norme di tale ars:
- Inventio: trovare gli argomenti più efficaci
- Dispositio: disporli nell'ordine corretto
- Elocutio: ordinarli di parole adeguate
- Memoria: imparare a memoria quanto prodotto
- Pronuntiatio: declamarlo al meglio